# ボーダーフリー
ボーダーフリー （和製英語：border free）とは受験用語の一つである。きっかけは2000年に週刊朝日で報じられた記事であり、2000年、河合塾が入試資料としての難易度表に「Fランク」を付けたのが始まりだった。
同誌によれば、Fはフリーパスの頭文字からとったとされる。Fの認定基準は、①実質倍率が2倍以下、②すべての偏差値帯で合格率が65%以上、③合格者の下限偏差値が35以下、の3つがすべて揃っていることである。
本項では、この用語から派生した語である「Fランク大学（エフランクだいがく）」についても解説する。

## ボーダーフリー
予備校の河合塾は、各大学の個別試験において、合格者と不合格者の割合が50％ずつになる偏差値帯（ボーダー偏差値）を算出・設定し、16区分に分類した難易予想ランキング表を作成しているが、そのなかで偏差値35未満の区分を「ボーダーフリー（略称BF）」と呼ぶ。
合格者と不合格者の割合が50％ずつになる偏差値帯が算出できない大学・学部が急増したことで作成された区分である。模擬試験において志願者数が少ない定員割れや定員割れ予備軍の大学には、偏差値は付かなくなっていき、最終的に「ボーダーフリー」となる。
学生の就学動機や学力、学習観が多様化する中で、特に「受験さえすれば合格できる確率が高い大学、すなわち事実上の全入状態にある大学」はボーダーフリー大学（BF大学）と呼称される。

## Fランク大学
上記の「ボーダーフリー大学（BF大学）」から派生し、低偏差値大学への呼称としてFランク大学（Fランク、Fラン）という言葉が生まれた。

### 意味・用法
狭義では「BF大学」と同義だが、広義では、大学数の増加によって、「入学者の基礎学力が十分ではない大学」を意味し、インターネットを中心に「偏差値の低い大学」という意味でも使われる。
一方で、実態に即していない用法として、同年代学力平均を越えている偏差値帯の中堅大学を「Fランク大学」と呼ぶ場合がある（※こららの中堅大学は、本記事の記載内容には当てはまらない）。ただし、2042年度には現行の少子化傾向のまま大学進学率が2024年度と同値で高いままだと、入学枠と受験者数の関係上、入学難易度が1段階下がる。そのため、MARCHが日東駒専レベルという中堅大学枠へ、日東駒専は大東亜帝国レベルというFランク大学枠に、そして大東亜帝国は「受験生が消滅」となる試算が出ている。

### Fランク大学の背景・実情

#### Fランク大学の教育・学生の質
- 学生の学力と教育

「山梨学院大学では法人理事長の古屋光司氏が、2019年4月に『これから本学は教育に特化していくため、研究者教員は必要ない』と、研究機関の役割を放棄する方針を掲げた。さらに『サービス業』として教育の質よりも利益を上げることを目指し、教職員の給与を削減しており、私大の中で、こういった大学が増えている。
- 卒業生の就職事情・事務職希望の文系大卒者過剰

Fランク大卒では就活は厳しく、人材を使い潰すブラック企業に就職する学生が目立ちそもそも履歴書提出時点で学歴フィルターに引っ掛る可能性が高いとされる。
大学生ホワイトカラー内定率悪化の背景はFラン大学生数が増えたからであり、中堅大学以上であれば、昔に比べても就職難易度は変わっていないと指摘されている。日本経済新聞もホワイトカラー職枠と大卒者数の不一致を指摘している。日本で「事務職」希望の文系大卒者が大量に余っている背景には高卒者が減った一方で、求人を越える大卒者が文系大学・文系学部の安易な認可で生み出されたことが背景にある。金子元久筑波大特命教授（高等教育論）によると、日本では1960年代時点から設置費用が比較的低コストの文系分野学部が増やされていたこと、企業側も「採用後に自ら訓練する」ことが前提だったので大学での教育内容(卒業学部や学科)を学生に問わなかったので需要供給ミスマッチ問題が露呈しなかったと説明する。1994年と比較すると高卒就職者は7割減ったのに対し、大卒就職者は45万2千人で世代人口が約2倍であるのにも関わらず、30年前（32万5千人）より約4割も多い問題を指摘している。日本経済新聞は「働き手を増やすだけでなく求人と求職者のズレを埋める必要がある」と提言している。2024年11月厚生労働省によると一般職業紹介状況（パートを除く）によると、「建設・採掘」は求人が11万2千人で求職者（1万8千人）の6.2倍、ドライバーなど「輸送・機械運転」は2.4倍、製造などの「生産工程」は1.7倍、情報・通信技術者や看護師など「専門的・技術的職業」も2.1倍と労働者供給不足状態である。 対照的に、文系大卒(専門資格無し)の希望先である「事務」は求職者が30万5千人であり、求人数13万3千人を大きく上回る供給過多状態である。2024年12月に経済協力開発機構（OECD）が公表した国際成人力調査（PIAAC）でも、日本は「現在の仕事に対し必要以上の学歴や資格を持っている」との回答が35%とOECD平均23%より高く、就職先と大学時代の専攻にズレがあると感じている割合も多かった。
- 奨学金の返済滞納

上位大学卒業生と比較して、下位大学卒業生ほど大卒学歴が欲しいばかりに奨学金で無理をして入ったものの卒業後は返せない状態に陥るケースが多い。そのため、奨学金の延滞率が最も高くなっている層である。
大学ランクが下がるほど貸与型奨学金の滞納率が高くなっており、大卒学歴が欲しいために借金で無理をして入って卒業後に返せなくて人生が破綻する流れが多くなっている。貸与型奨学金の延滞率の高低において、地方の私立大学卒業生は高い一方で、国公立大学卒業生は地域にかかわらず延滞率ランキング下位に固まっており、卒業後の経済的堅実さの傾向がある。

#### Fランク大学の経営（ビジネス志向で経営される私大）
- グレーな方法での入学定員充足

東京福祉大学は、2016～2018年度に1万2000人もの留学生を受け入れていたが、そのうち1600人が所在不明になっていると発覚。大半が形だけ学生の身分を保持しながら、国内の工場などで不法就労していたと見られていると、2019年3月に報じられた。
このように、グレーだと認識しながらも、際どい手法で入学定員を満たしている大学もある。
- 補助金

学生や留学生をかき集めれば、多額の私学助成金を受け取れる為、Fランク大学が上記のように、際どい方法まで使い、学生を確保しようとする目的のひとつは、毎年、文部科学省から各私大を運営する学校法人に交付される「私立大学等経常費補助金（以下、私学助成金）」を受け取ることである。
また、Fラン大学の経営は特に貸与型奨学金に支えられているとの指摘がある。
更に、政府の方針に沿った学部や学科を新設すれば、私学助成金以外にもさまざまな補助金が獲得できる。私大にとっては定員を増やして事業を拡大するチャンスであるうえ、国から資金援助まで受けられる。
「2023年7月に文部科学省は、デジタル・グリーン分野等に特化した学部を整備する大学に対して、最大で20億円を交付する新事業を立ち上げ、私立大学55校が支援を受けました。そのため『データサイエンス学部』などの横文字の学部学科が、2024年現在、日本中で必要以上に新設されている。
- 文部科学省からの天下り職員

上記のような、補助金を獲得するためには複雑な制度を熟知している有能な職員が必要だが、その絶対数は限られている為、多くの私大が頼るのが、文部科学省からの天下り職員である
そうやって天下りを受け入れ続けた結果、文科省の「牙城」となった大学もあり、その一つである目白大学は、2013年には6人もの文科省OBが在籍し、理事長や専務理事、事務局長などの要職を占めていた。彼らは理事の定年制を作って創業家を追い出したにもかかわらず、自分たちはそれを無視して居座り、現在も5人の天下りがいる。また、『ライフプラン』と称して教員らの給与を無理やり削減し、裁判へと発展したが、2024年7月には高裁判決が出て、教員側が勝利している。
- プライベートな法人である私大と政官の密接な結びつき

自民党の萩生田光一氏は落選中の2010～2012年、ボーダーフリー大学である千葉科学大学で客員教授を務めており、その後の2019年には文部科学大臣に就任している。千葉科学大学を運営しているのが、学校法人加計学園である。

#### Fランク大学誕生の背景
1990年の大学進学率は24.6％であったが、2007年時点で大学進学率は47.2％と約2倍となっている。2009年時点で私立大の46.5％・短期大学の69.1％が定員割れとなっている。 
その後の一時期は、定員厳格化、共通テスト、東京都23区内の定員抑制措置の効果で、都市部の私大における定員割れは2014年の45.8％が2019年時点ではピークとなった。2019年度は定員割れの大学が33.0％に低下し、高等教育無償化法の認定校基準である「定員充足率80％未満が3年以上」という大学は122校（2014年）から51校（2019年）にまで減少した。2022年時点で定員割れを理由に倒産した私立大学は15校である。
しかし、2023年8月には定員割れの大学（未充足校）は前年比37校増の320校となり、日本国内の大学全体に占める割合は53.3％と、調査開始以降初の5割超えという過去最多を更新した。
更には、日本では2009年以降から大学全入時代(大学進学希望者を入学定員総数が上回る時代)に突入したが、このままの少子化(出生数減)が続くと受験生自体が減っていくため、大学進学率が2023年度と同値のままだとしても2042年度にはMARCHが日東駒専レベルへ、日東駒専は大東亜帝国レベル・Fランク大学枠に、そして大東亜帝国は「受験生が消滅」となる試算が出ている。

## 海外の類似表現
海外にも類語が存在し、アメリカ合衆国やイギリスでは無価値など見なされている講義や大学を「ミッキーマウス学位（英語：Mickey Mouse degrees）」がある。ミッキーマウスは英語の俗語的な形容詞として、重要でない、取るに足りない、〔科目・講座などが〕単位の取りやすい、〔学校の宿題や課題〕簡単な、などの意味がある。
カナダでは、鳥コース（bird courses）が「ほとんど勉強や知的能力を必要としない」講義を指す。
韓国では、Fランと似たような表現に「地方にある雑多な大学」(韓国語：지방소재의 잡다한 대학(地方所在의 雜多한 大學) 、略称として지잡대(地雜大)と呼ばれる。
中国では、もともと偽物の学歴を売る詐欺こと「ニセ大学」を表す言葉「野鶏大学」があって、語源は英語のディプロマミルから来ている。転じて「本物の大学だが、卒業しても意味がない大学」も「野鶏大学」を呼ぶ傾向が近年には増えている。また、「楽単」や「何もしなくても単位を取れる授業」のことを「水課」と言い、「楽で卒業できる修士（硕士）、博士」は「水硕」「水博」と言うなど、「質が低い、ハードルがない」ことを「水」を付ける造語で言うことが多い。